# 日本中央バス
日本中央バス株式会社（にっぽんちゅうおうバス）は、群馬県を中心に貸切バス・路線バス・高速バス事業を行う会社である。
本項では、グループ会社の日本中央交通（にっぽんちゅうおうこうつう）により運行されている路線についても記述する。

## 概要
一般路線バスは、当初は貸切免許（当時）による21条バス・廃止代替バスが多く、道路運送法4条に基づく一般乗合路線免許（当時）による路線は、1997年取得の奥多野線が初である（他の21条バスも2006年10月の法改正により一般乗合旅客自動車運送事業の許可形態に移行した）。前橋・高崎地域のバスで利用できる群馬県共通バスカードぐんネット加盟事業者。群馬県内発着、東京・さいたま発着の高速バスも運行している。
「日本中央」という名称は、創業時のオーナーの出身地が群馬県渋川市有馬で、同地は日本列島の中心地に位置していることにちなむ。バスの車体に日の丸国旗を描いて社名に合わせている。

## 沿革
- 1953年（昭和28年）- 日本中央グループのルーツとなる上電タクシー株式会社を前橋市内にて創業[4]。
- 1988年（昭和63年）- 上電観光自動車で設立・免許申請し、免許取得後の8月に「日本中央自動車」に社名変更[4]。
- 1994年（平成6年）- 館林合同タクシーの貸切バス部門の営業譲受により「日本中央交通」発足[4]。
- 1995年（平成7年）- 上毛電気鉄道のバス部門撤退を受け、貸切事業と代替バスを引き継ぎ「日本中央バス」発足[4]。
- 2017年（平成29年）3月31日 - 館林バスセンターを閉鎖し、館林市より撤退[5]。

## 事業所・関連会社

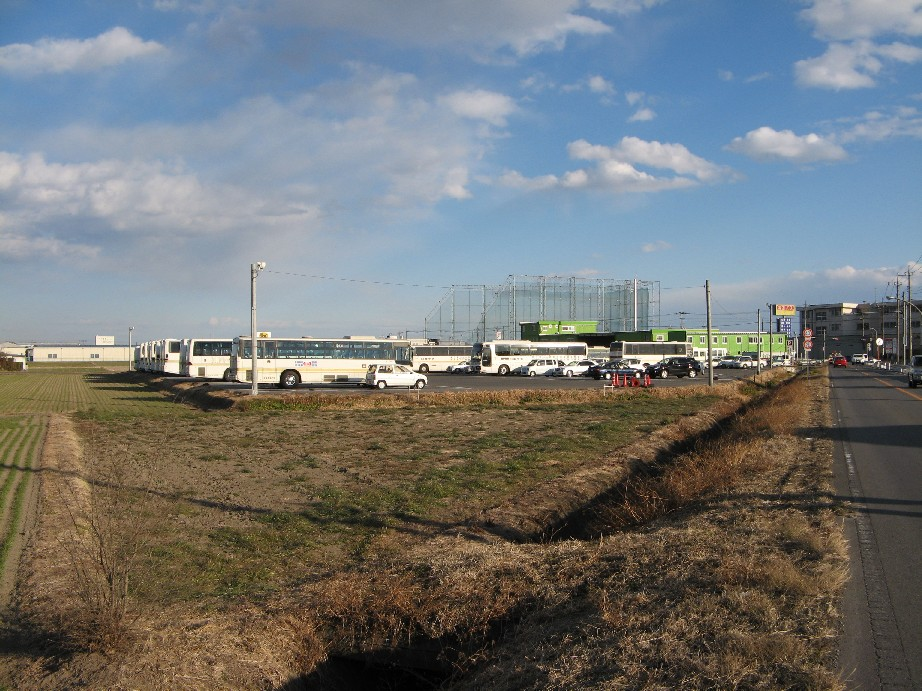
日本中央バス本社建物裏の車庫

### 現存する会社・拠点
- 日本中央バス
  - 本社（前橋営業所：M）：群馬県前橋市下佐鳥町455 - 前橋バスセンターを兼ねる。
  - 藤岡営業所 (F)：群馬県藤岡市神田207-1
  - 埼玉営業所 (SA)：埼玉県児玉郡上里町金久保758-5
  - 東京営業所 (TK)：東京都板橋区舟渡三丁目21-2（福島交通グループの旧永楽観光を承継）
- 日本中央交通 - 貸切バス（廃止代替バス含む）・タクシー
  - 本社（前橋・高崎総合配車センター）：群馬県高崎市島野町1332
  - 前橋営業所：群馬県前橋市三河町一丁目3-6
  - 渋川営業所：群馬県渋川市渋川1693-6
  - 有馬営業所（S）：群馬県渋川市有馬1614-7 ※貸切バスのみ
  - 富岡営業所：群馬県富岡市七日市909
- 日本中央旅行 - 旅行業
- 日本中央運輸 - 運輸業（伊勢崎市）
- 日本中央商事 - 保険代理店
- 日本中央開発 - 不動産・リース事業

### バスセンター
待合所・案内所を持つ発着所である「バスセンター」。高崎は市街地に立地し、前橋は郊外にある。
- 前橋バスセンター（前橋営業所内）
広瀬東善線・高崎駅 - 大胡駅線「前橋バスセンター」、永井運輸「亀里町」停留所
- 高崎バスセンター
高崎駅東口、高崎駅 - 大胡駅線「高崎バスセンター」停留所

### 閉鎖拠点
- 日本中央交通（タクシー）、日本中央交通（バス）、日本中央バス
  - 館林営業所（T）：群馬県館林市赤生田町642-2
    - 高速バス乗り場および利用者駐車場併設の館林バスセンターを兼ねていたがこちらも閉鎖された[5]。

  - 高崎営業所：群馬県高崎市栄町76-1
    - 高速バス乗り場である高崎バスセンターを兼ねており、タクシー乗り場として現存。

## 高速バス
高速バス車両の車体には、出発地と終着地を表記した都市の文字が施されている。各路線が停車する藤岡インター、∩パーキング日高、前橋バスセンター、BUSターミナルおおた、佐野新都市バスターミナルではパークアンドライド用の日極駐車場があり、バス利用者、およびその送迎車が利用できる。駐車料金は各駐車場ごとに異なる。

### シルクライナー

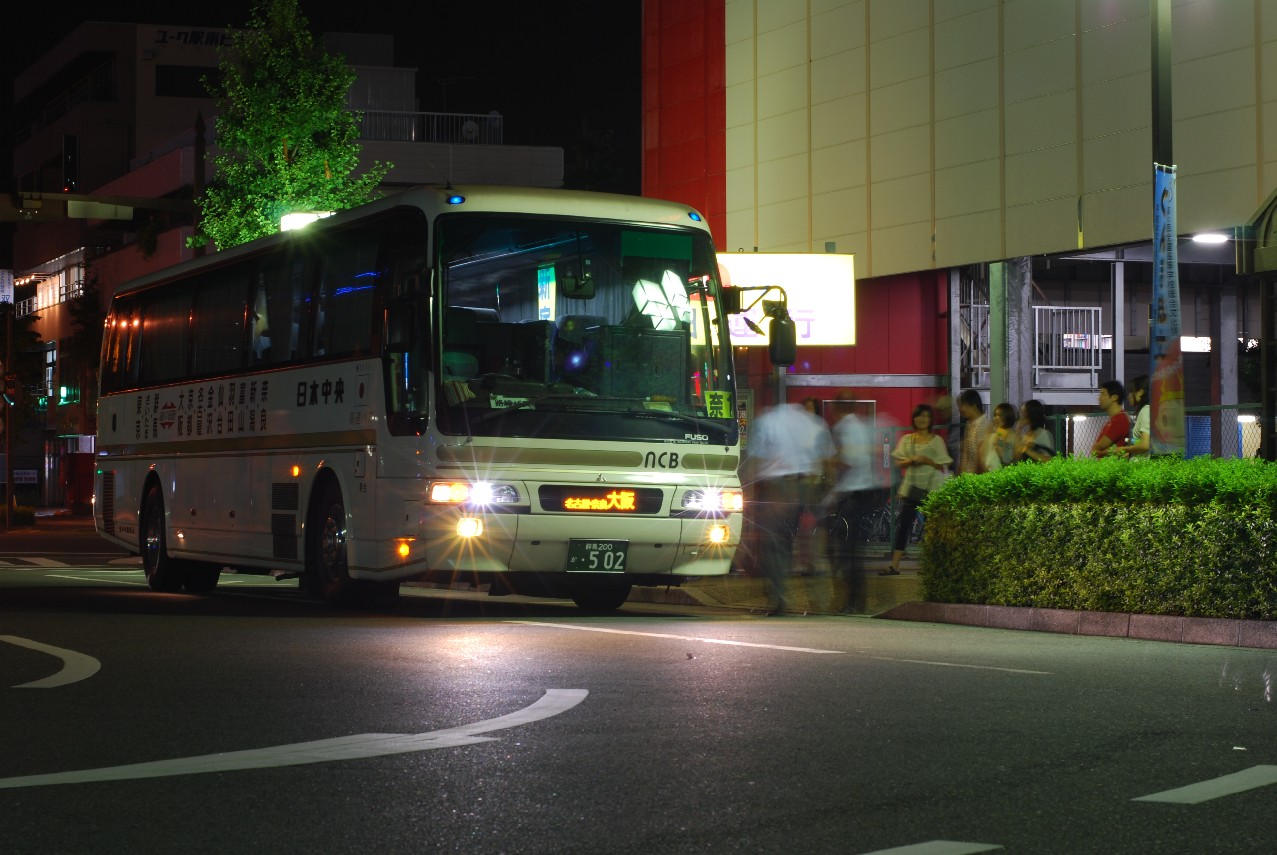
シルクライナー（奈良経由便）の客扱いの様子。前橋駅南口にて

栃木県・群馬県と愛知県名古屋市、奈良県奈良市、京都府京都市などを経由し、大阪府大阪市を結ぶ。4系統あり、それぞれ出発地、経由地、終着地が異なる。
運行経路
- 西毛京都経由
  - 前橋 - 高崎 - 藤岡 - 富岡 - （上信越自動車道） - （長野自動車道） - （中央自動車道） - （名神高速道路） - 京都駅 - （名神高速道路） - （阪神高速道路） - 大阪 (OCAT) - ユニバーサル・スタジオ・ジャパン
- 西毛奈良経由
  - 前橋 - 高崎 - 安中 - 松井田 - （上信越自動車道） - （長野自動車道） - （中央自動車道） - （名神高速道路） - （名古屋高速道路） - 金山駅南口 - 名古屋駅太閤通口 - （名古屋高速道路） - （東名阪自動車道） - （名阪国道） - 奈良 - （第二阪奈道路） - （阪神高速道路） - 大阪 (OCAT)
- 東毛京都経由（2009年7月1日より）
  - 前橋 - 伊勢崎駅 - 桐生駅 - 太田駅 - 足利市駅 - 佐野 - 館林 - さいたま新都心駅 - （首都高速道路） - （東名高速道路） - （名神高速道路） -  京都駅 - 大阪 (OCAT) - ユニバーサル・スタジオ・ジャパン
- 東毛奈良経由（2009年7月1日より）
  - 前橋 - 伊勢崎駅 - 桐生駅 - 太田駅 - 大泉 - 邑楽 - 館林 - さいたま新都心駅 - （首都高速道路） - （東名高速道路） - （名古屋高速道路）- 金山駅南口 - 名古屋駅太閤通口 - （名古屋高速道路） - （東名阪自動車道） - （名阪国道） - 奈良 - （第二阪奈道路） - （阪神高速道路） - 大阪 (OCAT)

廃止系統
- 京都止・京都発（名古屋経由、2009年1月21日廃止）
  - 佐野 - 足利市駅 - 太田駅 - 桐生駅 - 伊勢崎 - 前橋 - 高崎 - 藤岡 - 富岡 - （上信越自動車道） - （長野自動車道） - （中央自動車道） - （名神高速道路） - （名古屋高速道路） - 名古屋駅 - （名古屋高速道路） - （名神高速道路） - 京都駅八条口
- 沼田大阪（旧・沼田 - 大阪線、2009年6月30日廃止）
  - 沼田駅 - 渋川駅 - 中央前橋駅 - 高崎駅 - 安中 - 松井田 - （上信越自動車道） - （長野自動車道） - （中央自動車道） - （名神高速道路） - （名古屋高速道路） - 名古屋駅 - （名古屋高速道路） - （東名阪自動車道） -（新名神高速道路）- 京都駅 - （名神高速道路） - （阪神高速道路） - 大阪 (OCAT)
- 金沢経由（2009年7月1日運行開始、2013年9月30日廃止）
  - 高崎 - 前橋 - 渋川駅 - 沼田駅 - （関越自動車道） - （北陸自動車道） - 富山駅 - （北陸自動車道） - 金沢 - （北陸自動車道） - （名神高速道路） - 京都駅 - （名神高速道路） - （阪神高速道路） - 大阪 (OCAT)

路線沿革
- 2001年（平成13年） - 運行開始。
- 2004年（平成16年） - 北陸道経由便、関西地区 - 金沢間のみの乗車取り扱い開始。
- 2006年（平成18年）12月 - 別系統で運行されていた沼田 - 大阪線をシルクライナーに統合。
- 2009年（平成21年）1月21日 - ダイヤ改正。「さいたま線」新設。北陸道経由便を前橋 - 京都間の運行に短縮すると同時に、金沢 - 関西間での区間利用の取扱いを廃止。
- 2009年（平成21年）7月1日 - ダイヤ改正。北陸道経由便を再び大阪発着に延長。
- 2011年（平成23年）1月25日 - この日の出発便より、東毛奈良経由便が「邑楽町役場」バス停に停車。
- 2013年（平成25年）9月30日  - 前橋・高崎・渋川・沼田・富山・金沢 - 京都・大阪線が運行終了。
- 2014年（平成26年）4月1日  - 消費増税に伴い、料金変更を実施。
- 2016年（平成28年）4月4日 - この日の出発便より、奈良での停車場所をJR奈良駅東口に変更。
- 2017年（平成29年）3月31日 - この日の出発便をもって、東毛京都・東毛奈良経由便の「館林バスセンター」バス停を廃止[5]。
- 2024年（令和6年）3月20日 - この日の出発便より、一部便を「ユニバーサル・スタジオ・ジャパン」バス停まで延長。「日本中央タクシー富岡営業所」バス停を休止。

### 仙台ライナー

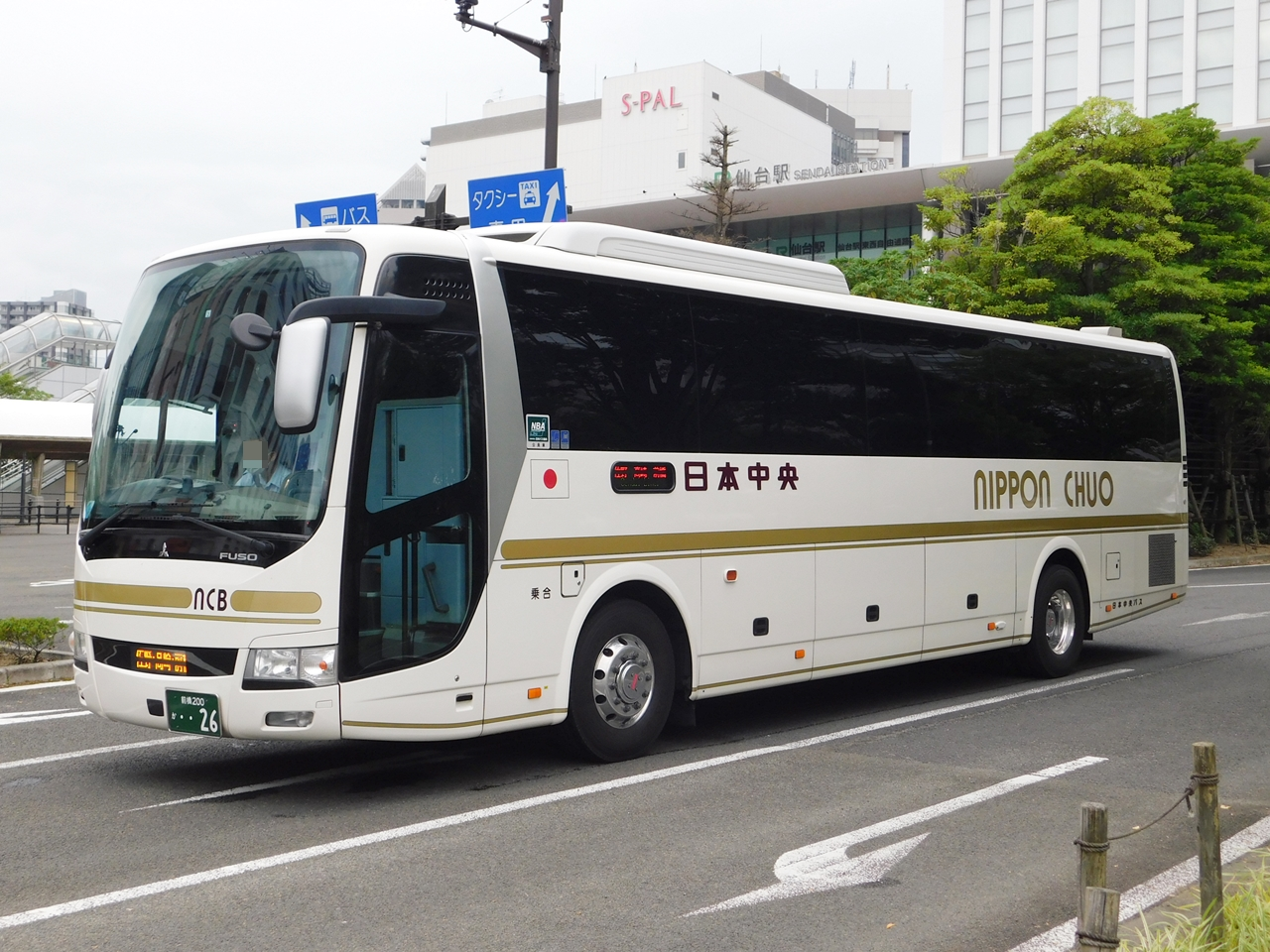
仙台ライナー（仙台駅東口にて）

群馬県と宮城県仙台市を結ぶ夜行高速バス。宮城交通と共同運行していた時代の宮城交通担当便は「SGライナー」と呼ばれ、運行会社によって愛称名が異なっていた。なお、単独運行になってからもしばらくは宮城交通の高速バス案内所前から発着していたが、2006年10月より仙台駅東口のバスプールに変更となっている。
2016年4月現在、旧共同運行先である宮城交通及び仙台側起点である、仙台駅東口発着の高速バスのほとんどの路線の発券業務を受託するジェイアールバス東北のいずれも、発券業務を行っておらず、仙台側で予約の際は、webかコンビニ発券（旅行代理店は運賃にプラスして、各代理店が設定する取扱料金を支払えば発券自体は可能）のみとなっており、電話予約（その場合も、予約後にコンビニかwebで決済の上で発券となる）も当社のみの受付となっている。
運行経路
前橋バスセンター - 高崎 - 新前橋駅 - 前橋駅 - 伊勢崎駅 - 桐生駅 - 太田駅 - 大泉 - 邑楽 - 館林 - 佐野 - （東北自動車道） - 仙台駅東口
路線沿革
- 2004年（平成16年）1月17日 - 運行開始（日本中央バスと宮城交通の共同運行）。
- 2005年（平成17年）4月21日 - 宮城交通の撤退により、日本中央バスの単独運行になる。
- 2006年（平成18年）10月1日 - 仙台駅前のターミナルを西口（宮城交通高速バス案内所）から東口（バスプール44番乗り場）に変更。
- 2012年（平成24年）4月1日  - 運行経路変更。群馬地区の起終点をららん藤岡から前橋バスセンターに変更。その他途中停車地も大幅に変更となる。
- 2014年（平成26年）4月1日  - 消費増税に伴い、料金変更を実施。
- 2015年（平成27年）12月6日 - 仙台駅東口乗り場が44番から74番に変更（番号のみ。場所は変わらず）。
- 2017年（平成29年）3月31日 - この日の出発便をもって、「館林バスセンター」バス停を廃止[5]。

### 前橋・高崎 - 池袋・新宿・東京駅線

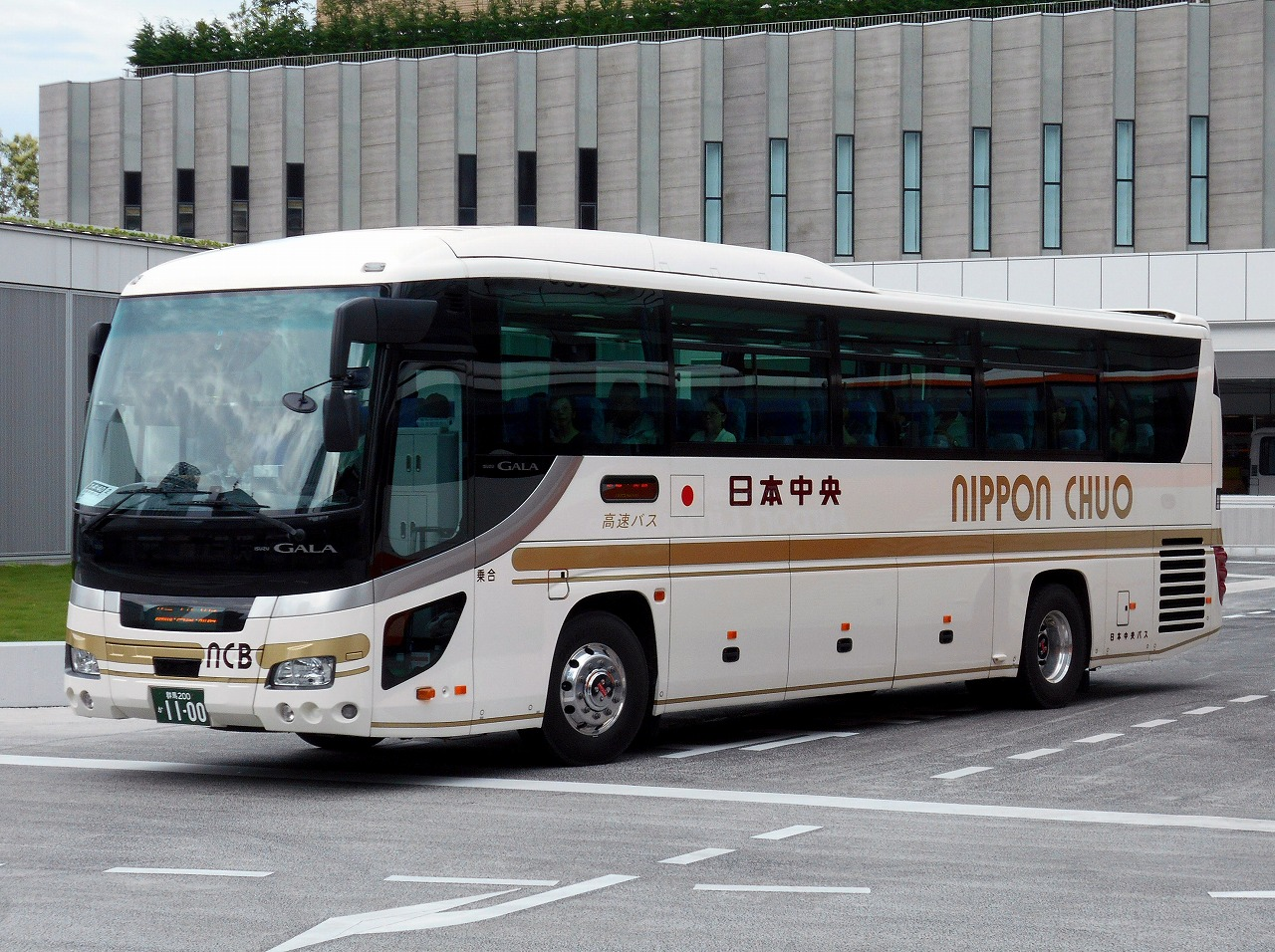
前橋・高崎 - 池袋・新宿線（バスタ新宿にて）

開設当初は前橋 - 池袋線で西武バスとの共同運行が行われていたが、単独運行となってからは停留所を増やし、1,900円（高崎・藤岡発着1,800円）から1,650円（川越 - 藤岡・高崎・前橋間1,000円）に値下げしてJR線の利便性（新宿 - 前橋間1,940円・IC1,944円）に対抗している。現在は1日2往復が設定されている。
運行経路
- 前橋 - 高崎 - 藤岡 - （関越自動車道） - 池袋 - 新宿（バスタ新宿） - 東京駅（バスターミナル東京八重洲）

路線沿革
- 1999年（平成11年） - 前橋 - 池袋線開設。
- 2005年（平成17年）4月1日 - 西武バスが共同運行から撤退。
- 2008年（平成20年）12月27日 - 一部便を秋葉原駅東口へ延長。
- 2009年（平成21年）7月1日 - 秋葉原駅発着便を2往復に増便、ヒルトン東京・練馬区役所経由に変更、東京ドームホテルに停車。
- 2014年（平成26年）4月1日 - 消費増税に伴い、運賃と回数券料金を変更。
- 2016年（平成28年）4月4日 - この日の出発便より、新宿での停車場所をバスタ新宿に変更。新宿・ヒルトン東京バス停を廃止。
- 2020年（令和2年）7月1日 - この日の出発便より、一部便を東京駅鍛冶橋駐車場へ延長。
- 2022年（令和4年）9月26日 - この日の出発便より、東京駅での停車場所をバスターミナル東京八重洲に変更。東京駅鍛冶橋駐車場バス停を廃止。
- 2023年（令和5年）5月15日 - この日の出発便より、練馬区役所前・東京ドームホテル・秋葉原駅東口バス停を廃止。
- 2024年（令和6年）10月20日 - この日の出発番より、川越・的場バス停を廃止。

運賃（2020年7月1日より）
- 東京駅・秋葉原・新宿・池袋 - 藤岡・高崎・前橋：大人片道1,650円、回数券4枚綴り5,940円（1枚あたり1,485円）
- 川越的場 - 藤岡・高崎・前橋：大人片道1,000円、回数券4枚綴り3,600円（1枚あたり900円）

※予約制だが、空席があれば利用可。乗車券・回数券は各営業所・バスセンター・日本中央タクシー各営業所等で発売する他、車内精算も可能。

### 前橋・高崎 - 羽田空港線

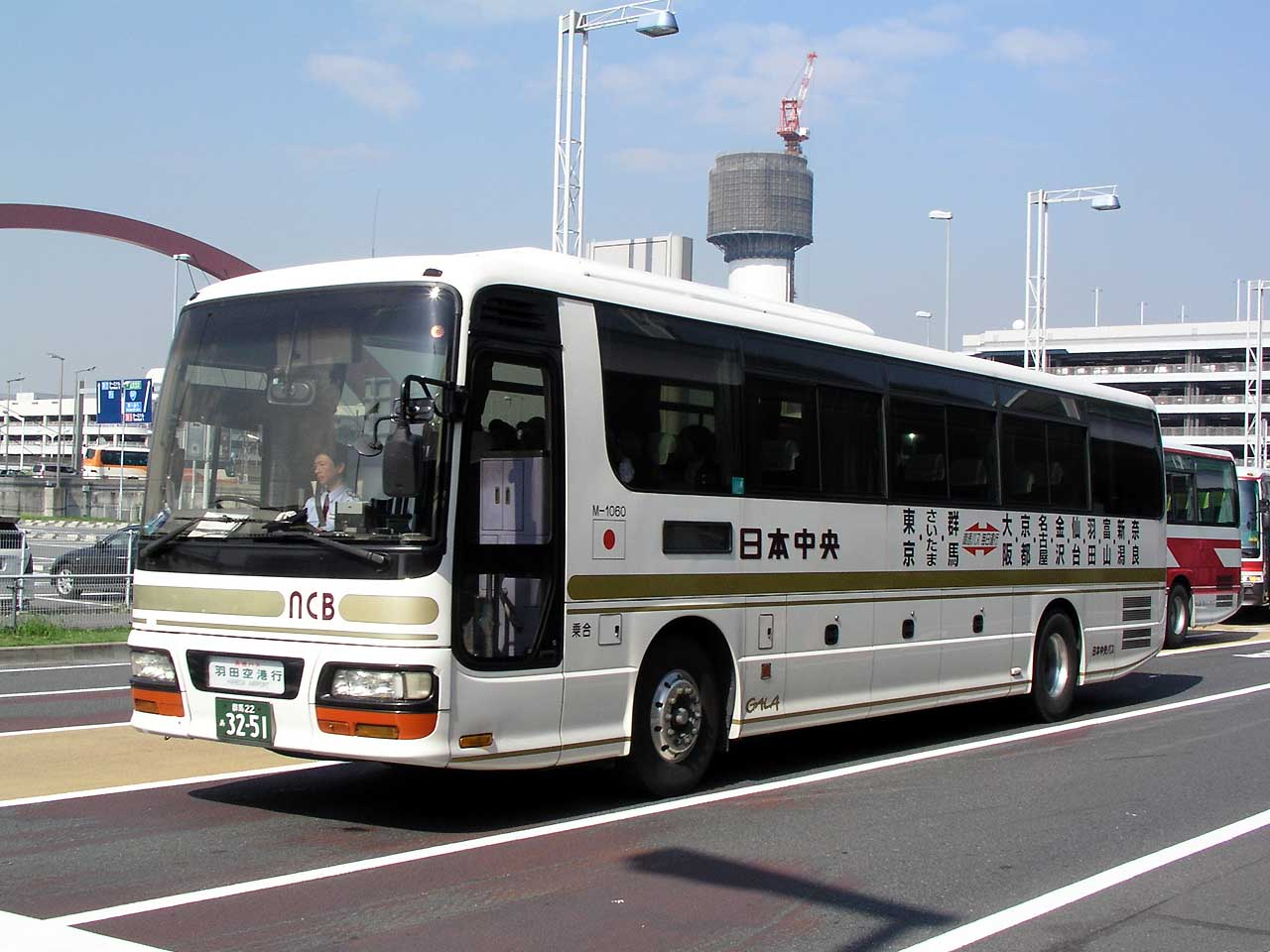
空港リムジン（羽田空港）に投入される高速バス車両

日本中央バスにとって2番目の「路線バス」（限定免許）。東京空港交通・リムジン・パッセンジャーサービス（LPS）と共同運行。2019年2月現在1日8往復（日本中央バスが4往復、東京空港交通とLPSが2往復ずつ）が設定されている。
運行経路
前橋 - 高崎 - 藤岡 - （関越自動車道） - （首都高速道路） - 羽田空港
路線沿革
- 1998年（平成10年）10月 - 渋川・前橋・高崎 - 羽田空港線の運行を開始。
- 1999年（平成11年）7月 - 前橋午前3時発の早朝便を設定。
- 2008年（平成20年）9月11日 - この日の運行をもって伊香保温泉バスターミナルへの乗り入れを廃止。
- 2014年（平成26年）3月31日 - この日の運行をもって渋川駅前停留所を廃止。全便が前橋発着となる。

### 伊勢崎・桐生 - 羽田空港線
- 東京空港交通と共同運行。1日4往復（うち伊勢崎発着は2往復）。かつては前橋発着であった。
  - 伊勢崎 - 桐生 - 太田 - 大泉 - 邑楽 - 館林 - （東北自動車道） - 羽田空港

### 東京・埼玉・群馬 - 富山・金沢線
運行経路
秋葉原駅東口 - 新宿（バスタ新宿） - さいたま新都心駅 - 川越駅 - 藤岡 - 高崎 - 新前橋駅 - 前橋駅 - （関越自動車道） - （北陸自動車道） - 富山駅 - 金沢駅東口 
路線沿革
- 2008年（平成20年）9月1日 - この日の始発地発着便より、渋川駅前停留所を休止。
- 2011年（平成23年）3月31日 - この日の出発便をもってグランドプリンスホテル赤坂停留所を廃止。
- 2011年（平成23年）4月1日  - この日の出発便より、秋葉原駅東口に停車。
- 2013年（平成25年）10月1日 - この日の出発便より、群馬県内のバス停（藤岡インター、高崎駅東口、新前橋駅、∩パーキング新前橋、前橋駅南口）に停車。ホテルグランドヒル市ヶ谷停留所を廃止。
- 2016年（平成28年）4月4日 - この日の出発便より、新宿での停車場所をバスタ新宿に変更。
- 2019年（平成31年）1月18日 - この日の出発便より、兼六坂（兼見御亭前）停留所を廃止[8]。

## 一般路線バス

### 奥多野線

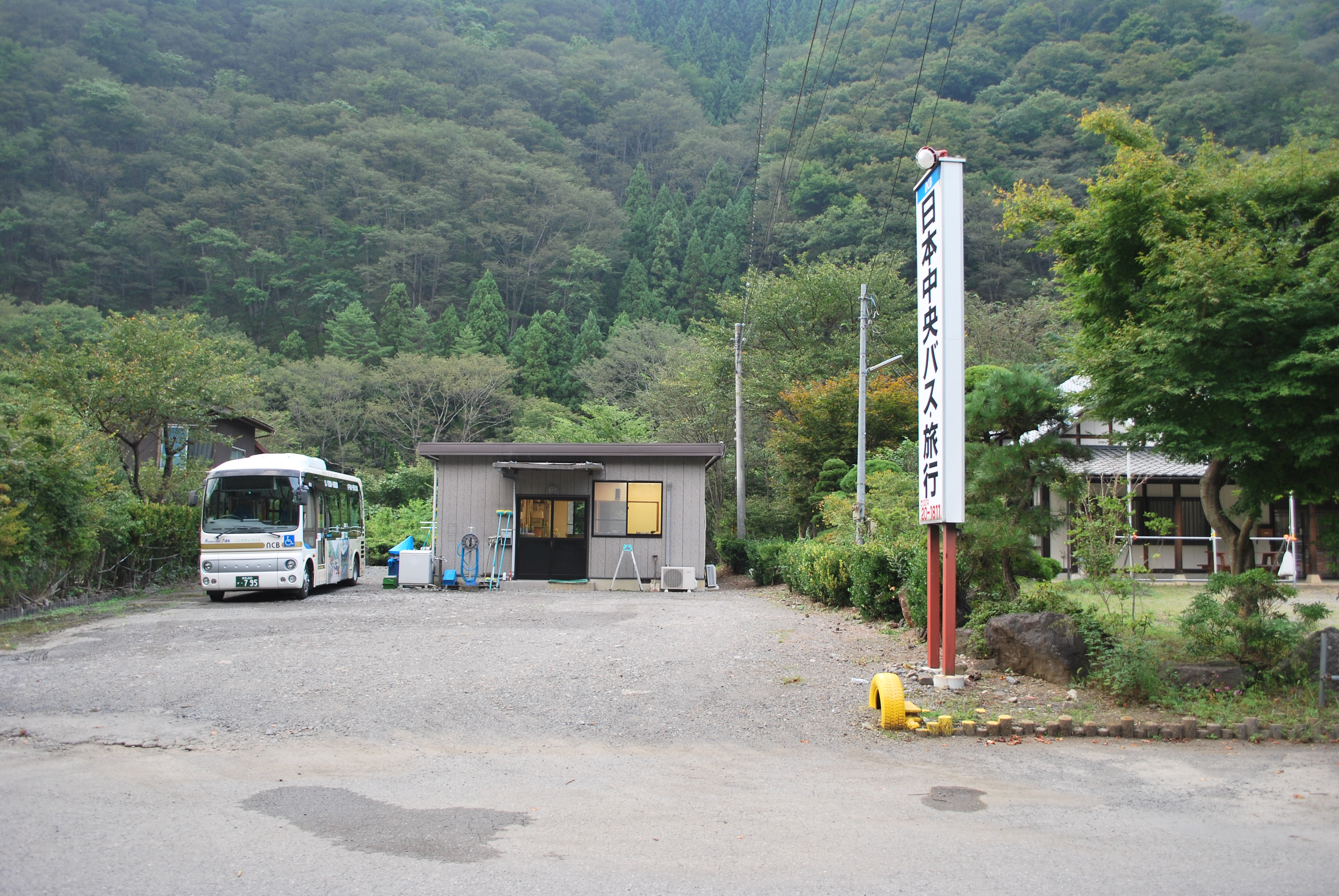
上野村の日本中央バスの待機所

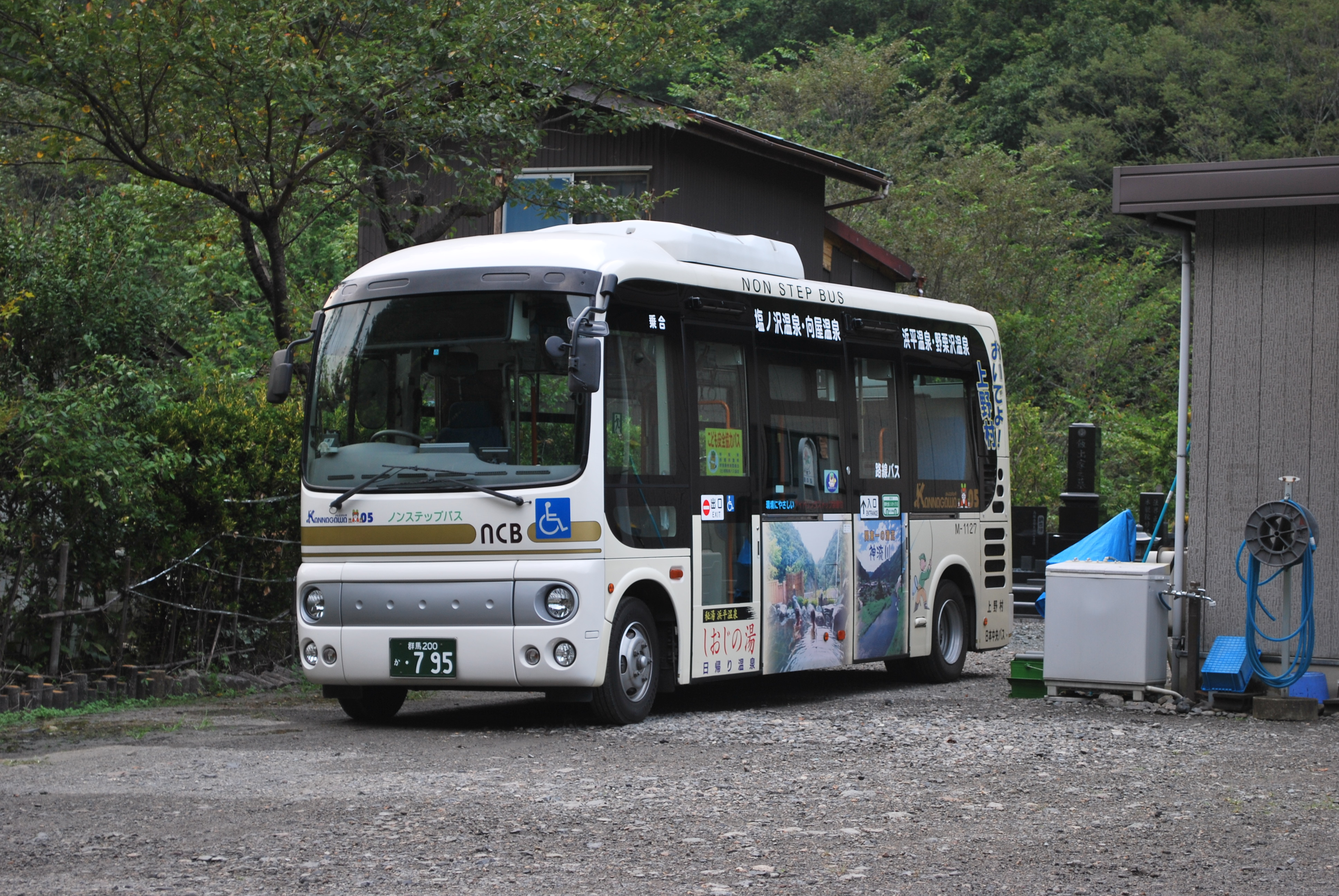
奥多野線向けの上野村ラッピングが施されたもの

- 上信バスが運行していた路線であるが、廃止代替バスではなく、日本中央バス運行当初より道路運送法4条に基づく一般乗合許可による路線である。
  - 新町駅（ - 藤岡市役所 ※往路2便、復路1便のみ） - 群馬藤岡駅 - 日本中央営業所（藤岡営業所）（ - 高山社跡 ※往路5便、復路3便のみ）  - 八塩温泉郷 - 鬼石郵便局前 - 万場 - 神流町中里合同庁舎前 - 上野村役場入口 - 上野村ふれあい館（ - しおじの湯 ※往路4便、復路3便のみ）
    - 運行距離が長く、所要時間は2時間を超える。
    - 新町駅 - 鬼石郵便局・万場間の区間便もある。

### 広瀬線

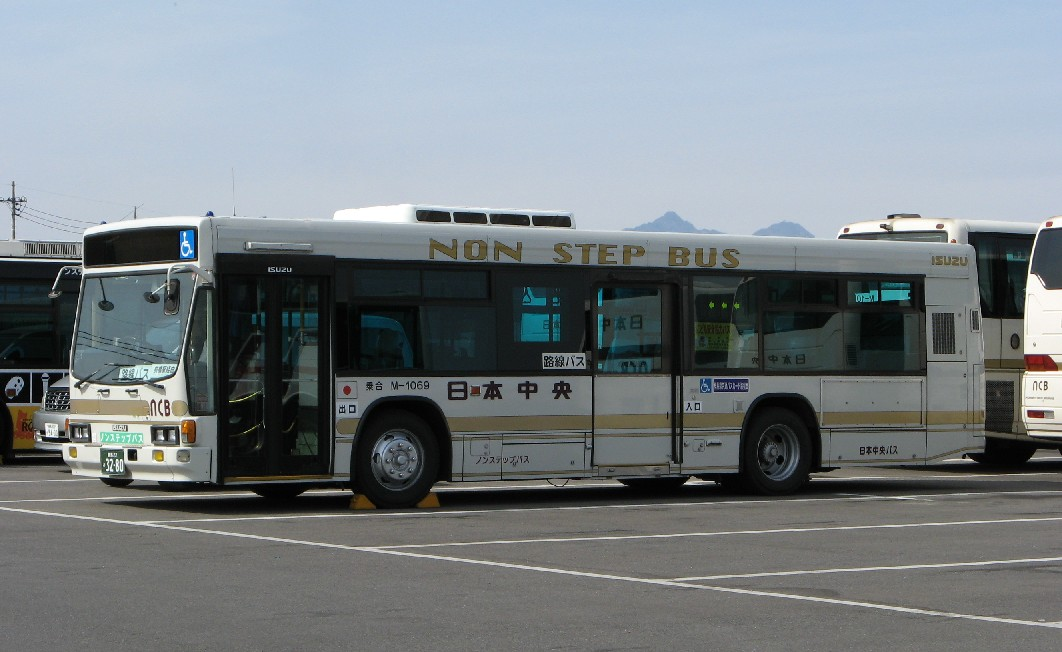
いすゞのノンステップバス。広瀬東善線はかつて大型ノンステップバスによる運用が多かったが小型車に切り替わっている。

- 旧東武バス継承路線。ノンステップバスによる運行が中心。なお当初より乗合登録での運用である。
- 2008年3月31日まで東善までの運行。翌4月1日よりスーパーモールいせさきまで路線延長されたが、従前通りの東善発着便もある。
- 2010年5月18日、敷島公園バスターミナルへ延伸し、敷島公園バスターミナル - 群大病院 - 県民会館前 - 中央前橋駅 - 前橋駅 - 広瀬 - ベイシアモール伊勢崎線系統実施。
- 2012年4月1日、JR駒形駅北口・前橋バスセンター - 広瀬・山王 - 日赤またはけやきウォーク前橋北 - JR前橋駅 - 県庁前 - 前橋公園・敷島公園バスターミナル線運行開始。なお、スーパーモールいせさきから敷島公園バスターミナルへ行く路線は廃止された。本数は減便され、全系統通じて平日11往復・土休日5往復となった。
- 2018年6月4日、日赤病院が三河町から朝倉町へ移転することに伴い、朝倉町3丁目・日赤病院・わかば小前の停留所を新設し、経路を変更し乗り入れ。同日より、日赤前バス停を「旧　日赤前」と改称。
- 2020年6月1日、東善 - ベイシアモールいせさき間を廃止。
- 2021年10月1日、ダイヤ改正で土日祝日運休化。
- 2024年4月1日、大幅な経路変更と区間廃止が行われた。系統は前橋公園 - ガーデン前橋の一系統に集約された。土日祝日の運行が再開された。
- 前橋公園 - 前橋駅 - けやきウォーク前橋北 - 天川小学校 - 協立病院 - 広瀬小学校 - ガーデン前橋
  - 前橋駅発着の区間便もある。

### 城南運動公園線
- 旧上毛電鉄バス→上毛ハイヤー継承路線
- 前橋公園 - 県庁前 - 前橋駅 - ココルンシティ - 保健センター入口 - 赤坂電停  - 亀泉 - 城南運動公園 
  - 前橋駅発着の区間便もある。

### 川曲線
- 旧上信バス路線
- 中央前橋駅 - 県庁前 - 新前橋駅 - 川曲柳橋 - 群馬医療福祉大学前
  - 新前橋駅発着の区間便もある。
  - 長らく廃止路線だったが、日本中央バスより復活した。ただ上信バスが運行した当時とは運行経路や停留所名が異なる箇所がある。
  - 2011年12月1日の改正で急行便が新たに設定され、平日および土曜の朝夕時間帯の一部の便で箱田中前 - 川曲町間はノンストップとなった。その後、経路変更により2021年4月1日に急行便は廃止となった。
  - 2024年4月1日のダイヤ改正では、新前橋駅 - 群馬医療福祉大学間が増便された。また、群馬医療福祉大学停留所移設により、車両の大型化（中型車化）が行われた。対して中央前橋駅 - 新前橋駅間は減便（土休日は運行なし）された。
  - 2025年4月1日のダイヤ改正では、さらに新前橋駅 - 群馬医療福祉大学間が増便、中央前橋駅 - 新前橋駅間は減便された。また、運行経路が一部変更になり、「南町一丁目」「県立女子校入口」バス停が廃止され、新たに「前橋女子校入口」が新設された。さらに通学生の利便性向上のため、「中央中等教育学校入口」のバス停の位置が学校近くになった。

### 石関町前橋駅線
- 旧東武バス継承路線
  - 前橋公園 - 県庁前 - 前橋駅 - 日赤入口 - 保健センター入口 - 東片貝 - 石関町南
    - 前橋駅発着の区間便もある。
    - 平日1.5往復のみ運行。

### 青柳富士見線
- 旧群馬バス継承路線
  - 前橋駅 - 中央駅前 - 付属小前 - 青柳 - 富士見公民館前 - 石井 - 富士見温泉
    - かつて群馬バスにより運行されていた真壁行は継承されなかった。
    - 2024年4月1日、ダイヤ改正により山口経由が廃止された。また、富士見公民館止まりが全便富士見温泉まで延長された。

### シャトルバス

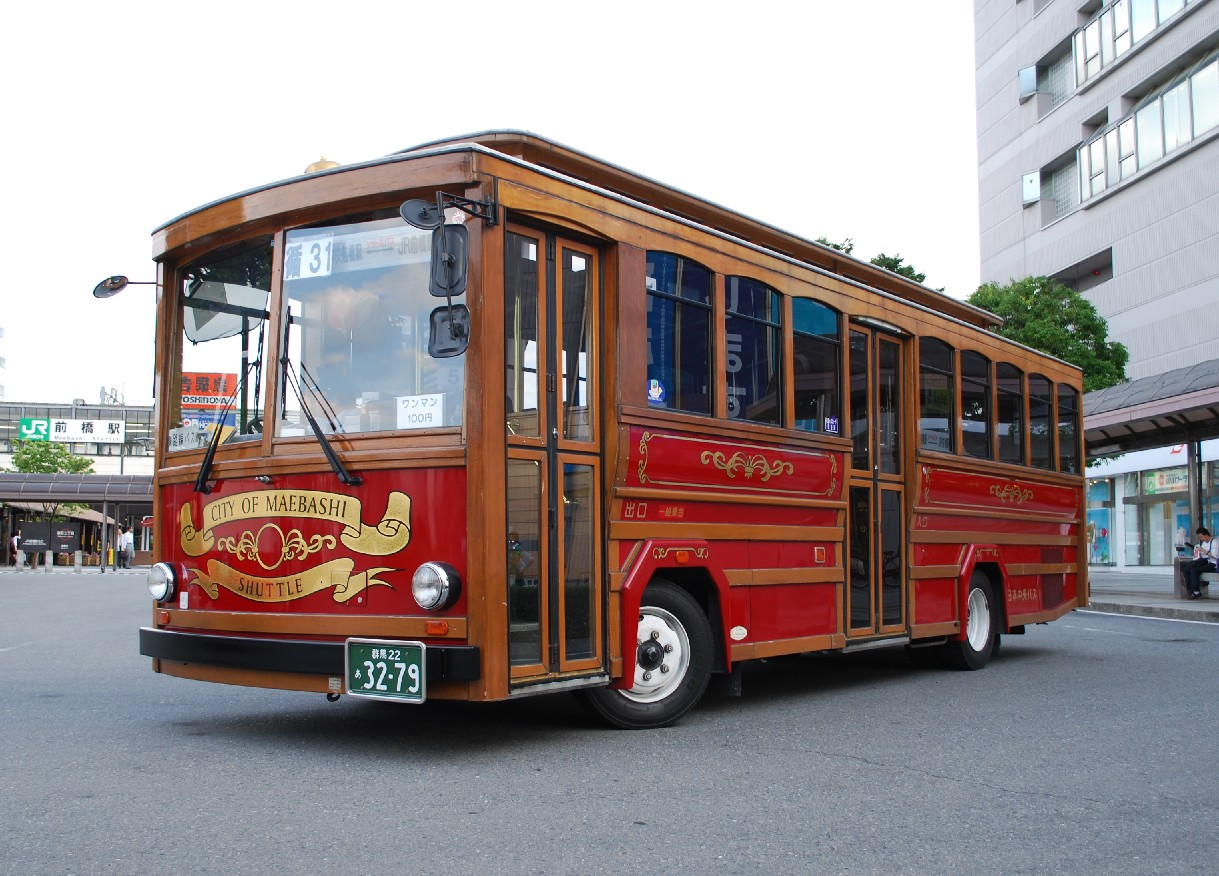
中央前橋駅 - 前橋駅シャトルバス専用車（前橋駅前）群馬ナンバー時代

- 旧上毛電鉄バスが運行していた路線。1999年、当路線向けに専用車両が導入された。この専用車両購入費用の一部は前橋市から補助を受けている。運賃は1区間100円、全区間乗車すると150円。
  - けやきウォーク前橋 - 前橋駅 - 中央前橋駅
    - 土日祝日のけやきウォーク乗り入れは、2020年3月末までの期間限定だったが、好評のため4月以降も継続となった[9]。

### 前橋吉岡線
- 旧群馬バス継承路線

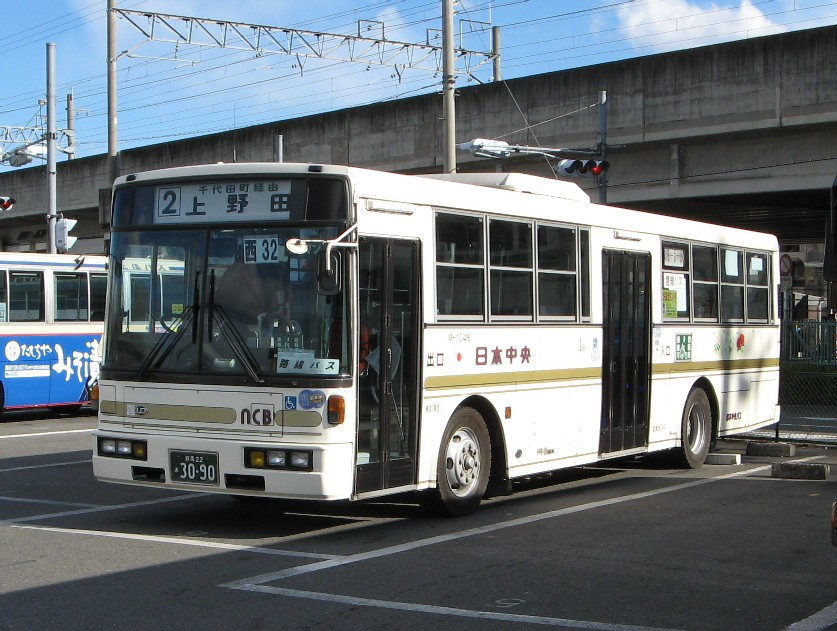
かつて在籍した自転車を持ち込める一般路線車。富士見温泉線及び榛東線は自転車が車内に持ち込める車両が充当される。

  - 前橋駅 - 県庁前 - 前橋公園前 - 群馬総社駅 - よしおか温泉 - 駒寄 - 吉岡町役場入口 - 上野田四つ角
    - 群馬総社駅 - 上野田四つ角の区間便がある。群馬総社駅、よしおか温泉を通過する便がある。
    - 2021年10月より、旧県道15号経由から吉岡バイパス経由に経路が変更された。

### 前橋榛東線
- 旧群馬バス継承路線
- 2021年10月より、県庁前 - 三中前間の経路が変更されている。
- 括弧内を経由しない系統がある。
- 桃泉行
  - 前橋駅 - 本町 - 県庁前 - 前橋公園前 - 大渡橋西詰 - 前橋西高等学校 - 南新井 - （自衛隊前） - 八幡橋 - しんとう温泉 - 桃泉
    - しんとう温泉発着の区間便や、しんとう温泉を通過する便がある。
- 上野田四つ角行
  - 前橋駅 - 本町 - 県庁前 - 前橋公園前 - 大渡橋西詰 - 前橋西高等学校 - 南新井 - （自衛隊前） - 八幡橋 - 榛東村役場 - 長岡 - 上野田四つ角

## 深夜バス（試験運行）
- 高崎駅 - 新前橋駅入口・前橋駅
- 高崎駅 - 本町三丁目間、乗降可能。高崎問屋町駅入口以降の停留所は降車のみ。
- 2008年12月12日から2009年3月27日毎週金曜日

## 日本中央交通の路線

### 渋川スカイランドパーク - 渋川温泉スカイテルメ線

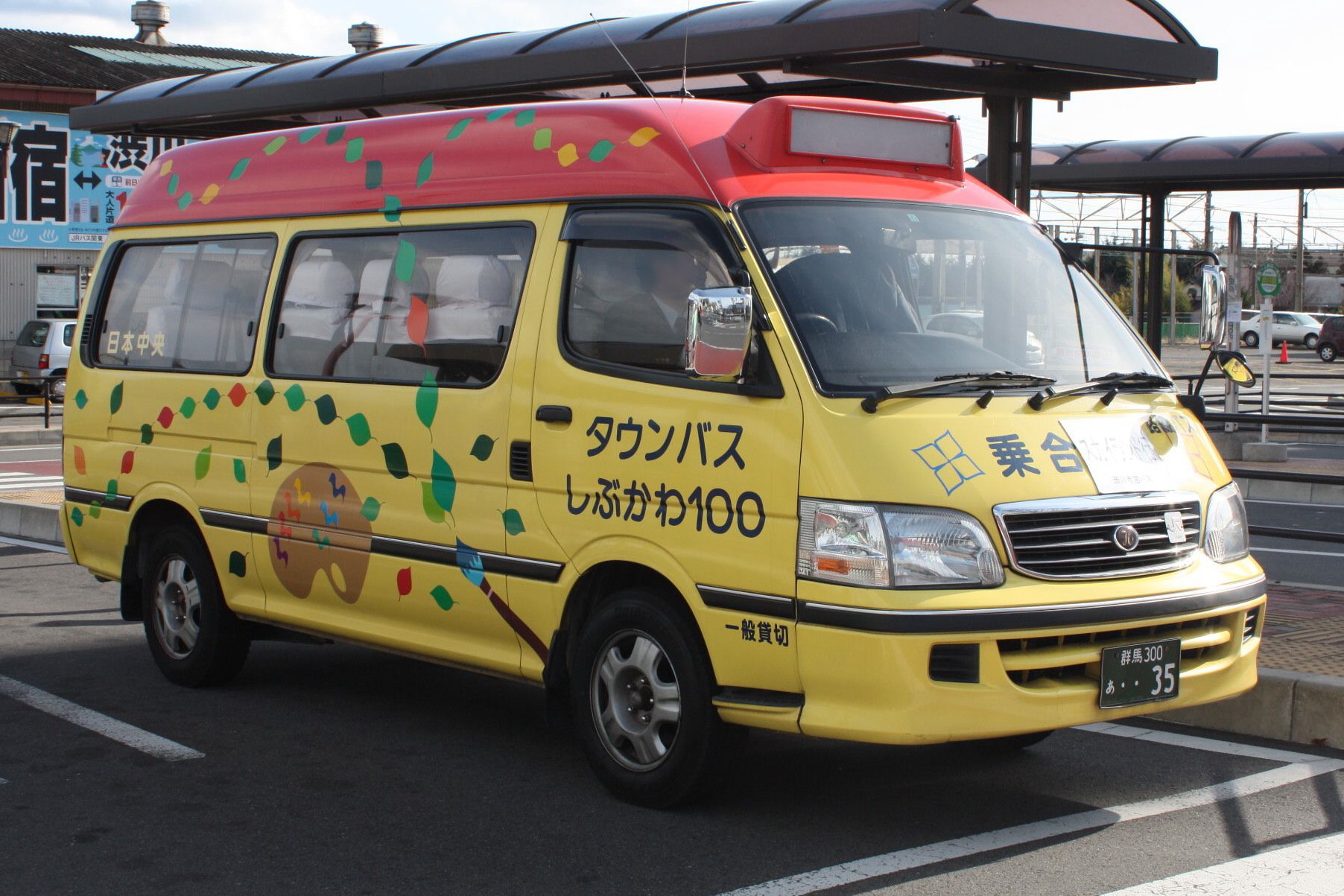
渋川タウンバスに使用される車両

- 渋川温泉を起点とするが、一部に市民プールを起点とする系統がある（市民プール起点は渋川温泉を経由しない）。なお、市民プール起点発着系統は、2012年10月31日で廃止。
- 2011年5月1日より、渋川スカイランドパークから一部の便がはるな池田記念墓地公園まで延長されている。
  - 渋川温泉 - 八木原駅前 - 市役所南 - 渋川駅 - 女子高入口 - 市民会館前 - 渋川スカイランドパーク

### 渋川駅 - 北橘町 真壁十字路線
- JR渋川駅 - 八崎 - 旧役場下 - 上南室 - 上之原病院 - 北橘総合支所 - 真壁十字路

以前は、東武バスの廃止代替バスとして当時北橘村営バスとして運行されていて、渋川駅と役場を運行されていたが、上南室と上之原病院を経由して真壁十字路で終点とする路線になった。しかし、平成24年11月1日渋川市委託路線バスの見直しにより、北橘総合支所から坂東橋を経由して八木原駅を経由して渋川駅に戻る北橘循環線として変更。真壁十字路停留所は、廃止。現在は、小室 - 下箱田線のみ。

### 北橘町 大門 - 下箱田 循環器病院線
当時北橘村で新規路線として運行。現在は、北小西門 - 下小室集落センター - 支所西 - 真壁十字路 - ばんどうの湯 - 循環器病院となっている。

### 伊香保温泉街循環線
- 区間100円、一日乗車券300円。

## 休止・廃止路線

### 前橋・高崎 - 新潟線
単独運行、1日2往復。
運行経路
前橋 - 高崎 - （関越自動車道） - 三条・燕 - 巻・潟東 - 鳥原 - 新潟駅前 - 万代シテイバスセンター
路線沿革
- 2006年（平成18年）5月12日 - 当初日本中央バスの単独運行だったが、この日の出発便より新潟交通との共同運行となる。
- 2013年（平成25年）8月1日 - 新潟交通が撤退し単独運行化（予約発券・運行支援業務は継続）。
- 2014年（平成26年）4月1日 - 運行経路変更に伴い、新潟市内のバス停（県庁東、市役所前、万代シテイバスセンター前）を廃止。
- 2022年 (令和4年) 4月休止。

### さいたま・東京 - 名古屋・京都・大阪
2005年9月1日より運行休止。
運行経路（休止当時）
さいたま新都心駅東口 - 高島平駅前 - 板橋NTT前 - 新宿（ヒルトン東京） - 赤坂プリンスホテル - ホテルグランドヒル市ヶ谷 - 金山総合駅南口 - 名古屋駅太閤通口 - 京都駅八条口（新都ホテル前） - 大阪OCAT
路線沿革
- 2004年（平成16年） - 運行開始。
- 2005年（平成17年）9月1日 - 運行休止。

### ミリオンライナー

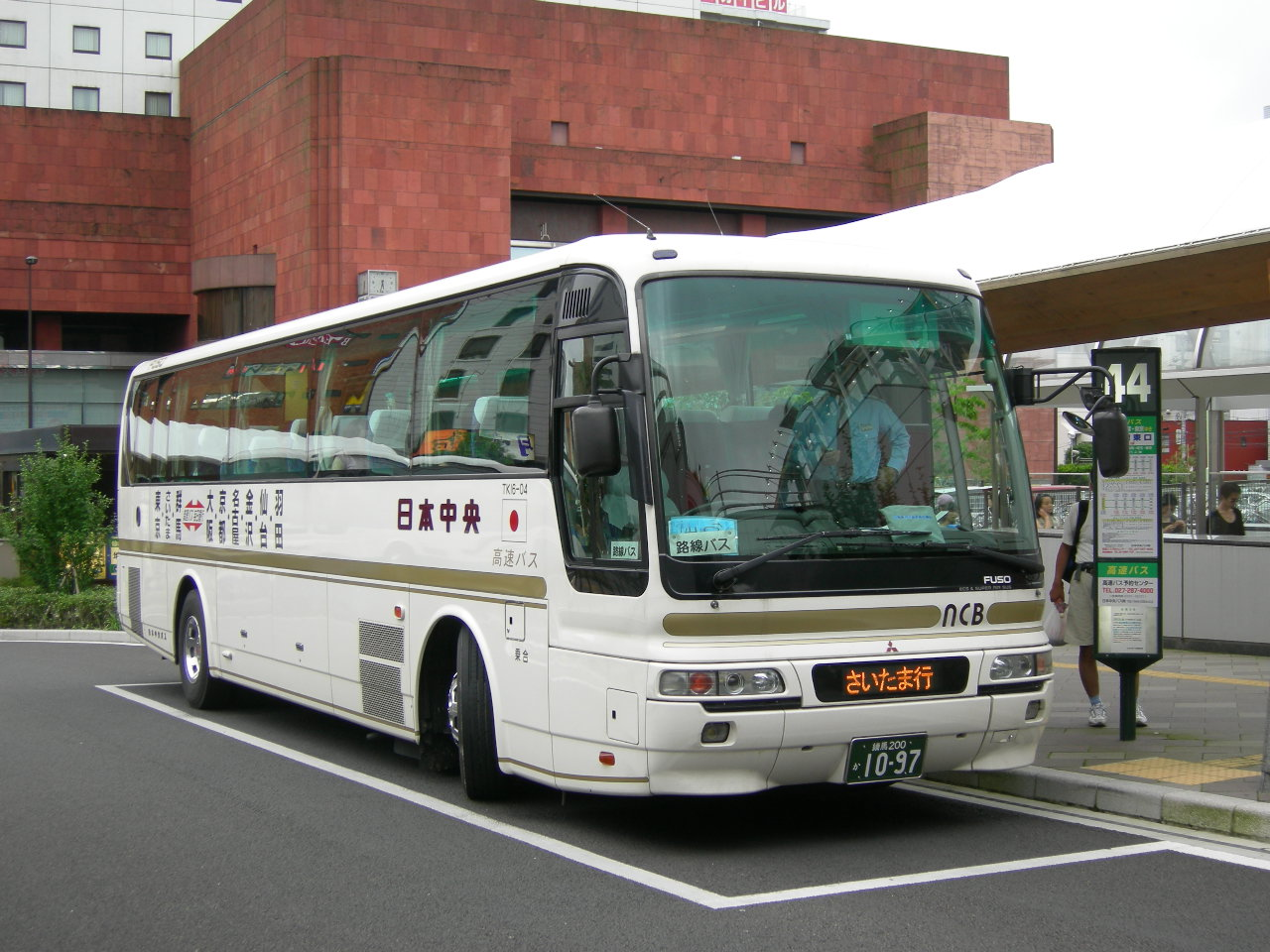
ミリオンライナー号

東京都および埼玉県さいたま市と宮城県仙台市を結んでいた。2011年12月1日より運行休止。
運行経路（休止当時）
- 昼行便（2011年11月30日の出発便をもって運行休止）
  - 板橋車庫 - 蕨錦町（イトーヨーカドー前） - 武蔵浦和駅入口（ライブタワー南側） - 埼玉りそな銀行本店前 - さいたま新都心駅 - （岩槻IC） - （東北自動車道） - 館林 - （仙台宮城IC） - 仙台駅東口
- 夜行便（2008年8月31日の出発便をもって運行休止）
  - ホテルグランドヒル市ヶ谷 - 新宿（ヒルトン東京） - 池袋駅 - さいたま新都心駅 - （岩槻IC） - （東北自動車道） - 館林 - （仙台宮城IC） - 仙台駅東口

路線沿革
- 2005年（平成17年）3月1日 - 夜行便（東京・さいたま - 仙台線）運行開始（日本中央バス単独）。
- 2005年（平成17年）8月11日 - 昼行便運行開始（日本中央バスと宮城交通の共同運行）。
- 2006年（平成18年）4月16日 - 宮城交通が撤退。日本中央バスの単独運行となる。
- 2006年（平成18年）7月7日 - 路線を延長し、「板橋車庫」「蕨錦町」、「武蔵浦和駅入口」、「埼玉りそな銀行本店前」停留所を新設。仙台駅ののりば変更。
- 2008年（平成20年）4月1日 - 時刻改正、昼行便が館林バスセンターに停車。同時に夜行便を「ミリオンライナー」に統合。
- 2008年（平成20年）9月1日 - 夜行便の運行を休止。
- 2011年（平成23年）11月30日 - この日の運行をもって昼行便の運行を休止。

### 東海ライナー
単独運行、1日2往復。群馬県内 - 愛知県内間の往復については、「シルクライナー」と組み合わせての往復割引適用が可能であった。2013年2月21日より運行休止。
運行経路（休止当時）
前橋バスセンター・前橋駅南口・∩パーキング新前橋・新前橋駅・∩パーキング日高・高崎バスセンター・高崎駅東口・藤岡インター ⇔ 静岡駅南口・アクトシティ浜松 ⇔ 金山駅南口・名古屋駅太閤通口
※群馬県内・静岡県内・愛知県内のみの利用はできなかった。
路線沿革
- 2010年（平成22年）4月1日 - 運行開始。当初はアクトシティ浜松バス停には停車せずグランドホテル浜松バス停に停車していた。
- 2011年（平成23年）3月1日 - この日の出発便よりアクトシティ浜松バス停に停車。
- 2011年（平成23年）3月30日 - この日の出発便をもってグランドホテル浜松バス停を廃止。
- 2013年（平成25年）2月20日 - この日の出発便をもって運行休止。

### 北関東ライナー水戸号
単独運行。2010年4月1日に運行を開始したが、2011年3月11日の東日本大震災以降運休している。
- 前橋バスセンター・前橋駅・高崎駅 ⇔ 赤塚駅・水戸駅・勝田駅・茨城交通勝田営業所

### 北関東ライナー宇都宮号
2014年3月1日より運行休止中。
運行経路（休止当時）
前橋バスセンター・前橋駅・高崎駅 ⇔ 佐野新都市バスターミナル ⇔ 鹿沼インター入口・東武宇都宮駅・JR宇都宮駅
路線沿革
- 2010年（平成22年）2月24日 - 運行開始。
- 2011年（平成23年）4月29日 - 伊勢崎・波志江停留所を新設。
- 2013年（平成25年）4月1日 - 関東自動車が撤退し単独運行化。
- 2014年（平成26年）2月28日 - この日をもって運行休止。

### 奥多野線（急行）
- 新町駅 - 公立藤岡総合病院 - 群馬藤岡駅 - 藤岡高校入口 - 老人憩いの家 - 万場 - 神流町中里合同庁舎前 - 上野村ふれあい館
  - 2007年（平成19年）3月31日廃止。現運行経路の普通系統とともに経路が一部異なる急行系統が運行されていた。この急行便用の車両には高速バスタイプの車両が使用され、トイレも装備されていた。

### 新里線
- 旧上毛電鉄バス路線

- 福祉センター新里駅 - ぐんま昆虫の森 - 赤城集会所 - 赤城東
  - 新里駅、ぐんま昆虫の森、赤城集会所それぞれを起・終点とする区間便もあった。
    - 2012年（平成24年）3月31日をもって廃止され、翌4月1日より新里地区デマンドタクシーに切り替わった。

### 新川線
- 旧上毛電鉄バス路線
  - 福祉センター - 新川駅 - ぐんま昆虫の森 - 奥沢集会所北 - 越戸 - 高泉
    - 新川駅、ぐんま昆虫の森、奥沢集会所北、越戸それぞれを起・終点とする区間便もある。
      - 2012年（平成24年）3月31日をもって廃止され、翌4月1日より新里地区デマンドタクシーに切り替わった。

### 群馬総社駅線
- 旧群馬バス継承路線。
- 前橋駅 - 中央駅 - 付属小前 - 群大病院 - 医学部前 - 敷島公園 - 大渡橋西詰 - 群馬総社駅
  - 旧群馬バス継承路線
  - 一時期は、けやきウォーク前橋北や湯の道利休吉岡店、総合スポーツセンターにも路線が伸びていた。
  - 2020年6月1日、群馬総社駅 - 総合スポーツセンター間を廃止。大幅減便、土日祝日運休化。
  - 2024年4月1日より運行休止。

### 高崎大胡線
- 日本中央バス自主開設路線。

- 高崎駅東口 - 中居町一丁目 （- 日本中央タクシー前・一部の便のみ） - 京目町 （- 亀里町・一部の便のみ） - 祝昌第2保育園前 - 日赤病院 - 下佐鳥町北（大胡方面のみ） - 前橋バスセンター - 東善十字路 - 駒形駅 - 共愛学園前 - 前橋東高校入口 - 大胡駅
  - 2009年3月21日運行開始。
  - 2018年6月4日、日赤病院が三河町から朝倉町に移転することに伴い、祝昌第2保育園前・前橋南高校前・朝倉工業団地・日赤病院・下佐鳥町北（大胡方面のみ）のバス停を新設し、移転した日赤病院へ乗り入れ。
  - 同日にダイヤ改正を実施、高崎～大胡間の本数を削減（前橋バスセンターで乗り換え）、高崎～前橋バスセンター間の経路を変更し、大胡～日赤病院系統（大胡方面行は祝昌第2保育園前が始発）を新設。
  - 2021年10月1日、ダイヤ改正で大幅減便の上、土日祝日運休化。
  - 2024年4月1日より運行休止。

## 車両

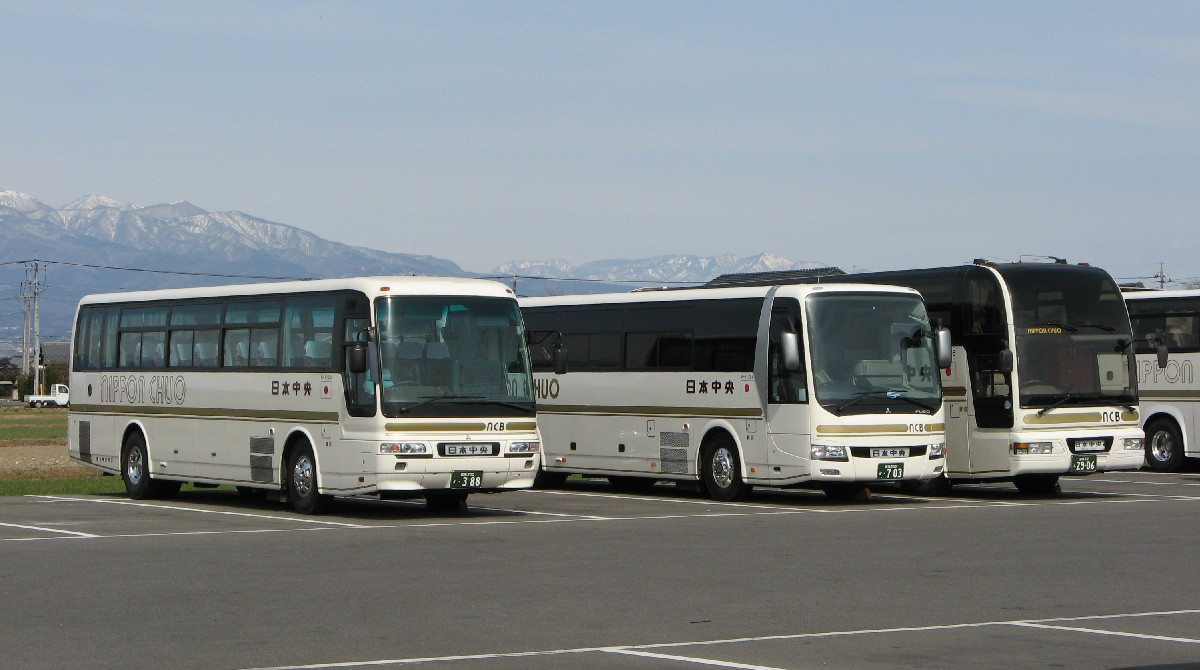
貸切バス車両

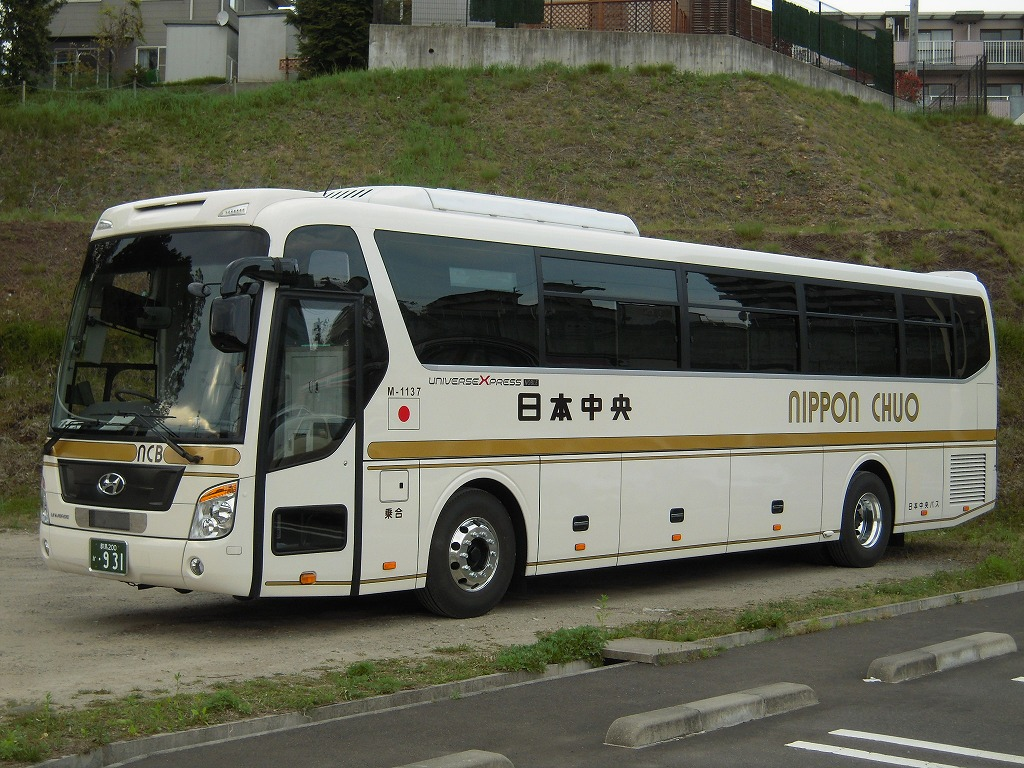
高速バス車両（ヒュンダイ・ユニバース）

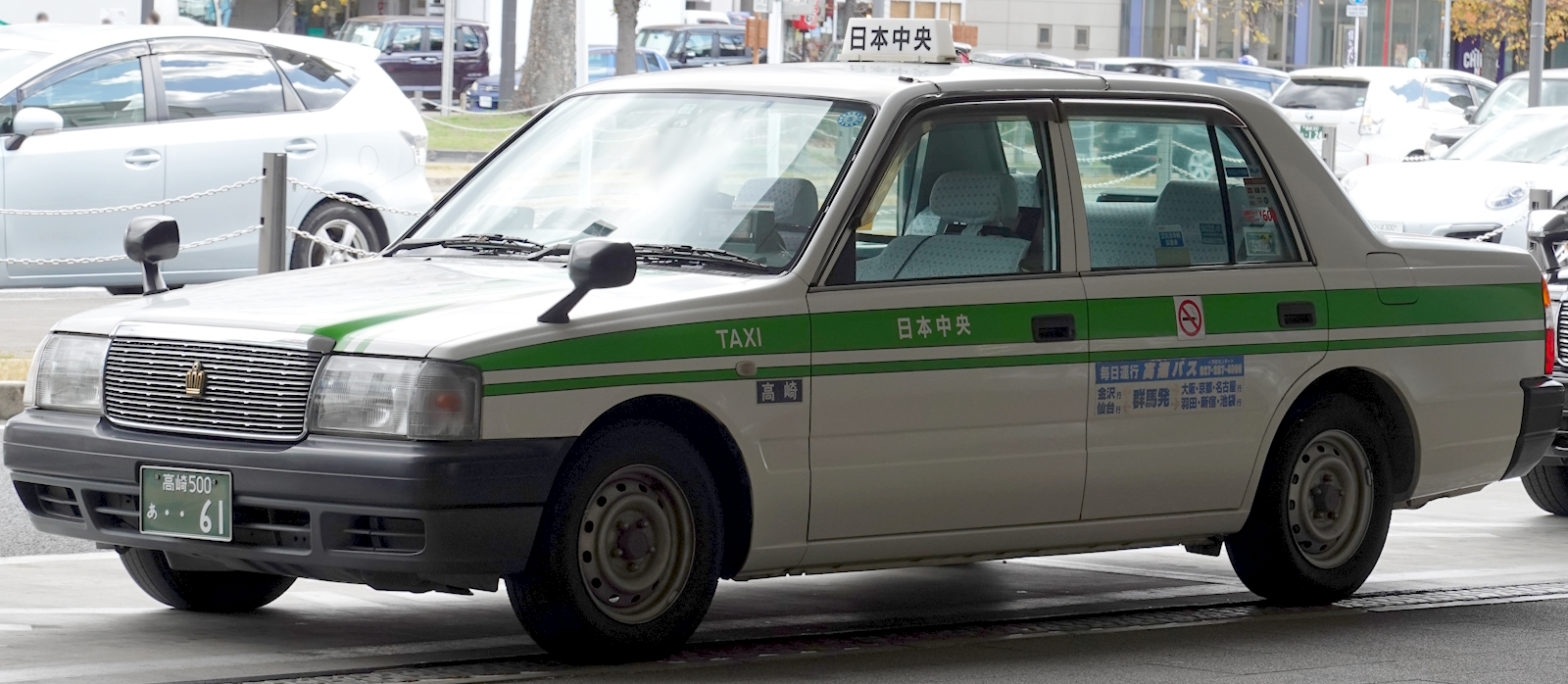
日本中央交通のタクシー

日本中央バスの車両は三菱ふそう・UD・いすゞ・日野の4メーカーとも導入されている。2010年3月末には、東京営業所の高速バス車両にヒュンダイ・ユニバースが2台導入された。
中古車は京阪バスからの導入がみられるほか、群馬から撤退した東武バスやバス事業を廃止した上毛電気鉄道から路線移管と同時に移籍した車両も存在する。新車では群馬県内初となるノンステップバスの導入も行われ、近年では京王バス（UD・UA460KAM）と西武バス（UD・UA460KAM）と東急バス（三菱・KC-MP747K）で廃車となったノンステップバスを中古車として導入している。路線バスではワンステップバスをベースに自転車を積載できる車両もある。
バスのカラーリングは白地に金色の帯を標準色となっているが、これは群馬だから馬、馬といえば白馬、さらに会社設立直後に平成となったことから、「無垢・純真さ・純粋さ」を示す白色をベースカラーと選定された。帯については、当初はコーポレートカラーである緑にする案もあったが、イメージにそぐわないということで金色に決められた。当初は白馬にちなんでバス車体に「WHITE HORSE」という表記していた。緑色の帯は日本中央交通のタクシーに採用された。「WHITE HORSE」の名称は、プレミアム貸切車として再活用されている。
2014年11月から、前橋営業所の車両は前橋ナンバー（ご当地ナンバー）で登録される。前橋ナンバー交付開始時に、前橋駅 - 中央前橋駅のシャトルバス専用車が群馬ナンバーから前橋ナンバーに登録変更した。
2022年、前橋駅 - 中央前橋駅のシャトルバス専用車に日野・ポンチョが導入され、自動運転車両に改造が行われている。

### 社番
社番は本社および営業所節のかっこ内に示したアルファベットと数字をハイフンでつないだ番号となる。例えば本社（前橋営業所）の1085号車であればM-1085となる。
2014年頃より、導入車両に社番が表記されなくなっている。